# Csincsa-csatorna
A Csincsa-csatorna Dormándtól keletre, a Hevesi-sík keleti részén ered, Heves vármegyében a Füzesabonyi járás területén. A csatorna a Laskó-patak jobb parti mellékvize.
A Csincsa-csatorna déli-délkeleti irányban halad, majd keletnek fordul és eléri a Laskó-patakot Sarud település északnyugati határában. A csatorna átfolyik a 33-as főút alatt. A csatorna útja során érinti a Hevesi Füves Puszták Tájvédelmi Körzet területét. 
A csatornába torkollik a Kalapos-csatorna Sarud északnyugati külterületén, valamint a Peres-csatorna.

## Part menti települések
A patak partján fekvő településeken közel 4900 fő él.
- Dormánd
- Besenyőtelek
- Sarud